# Dial-up

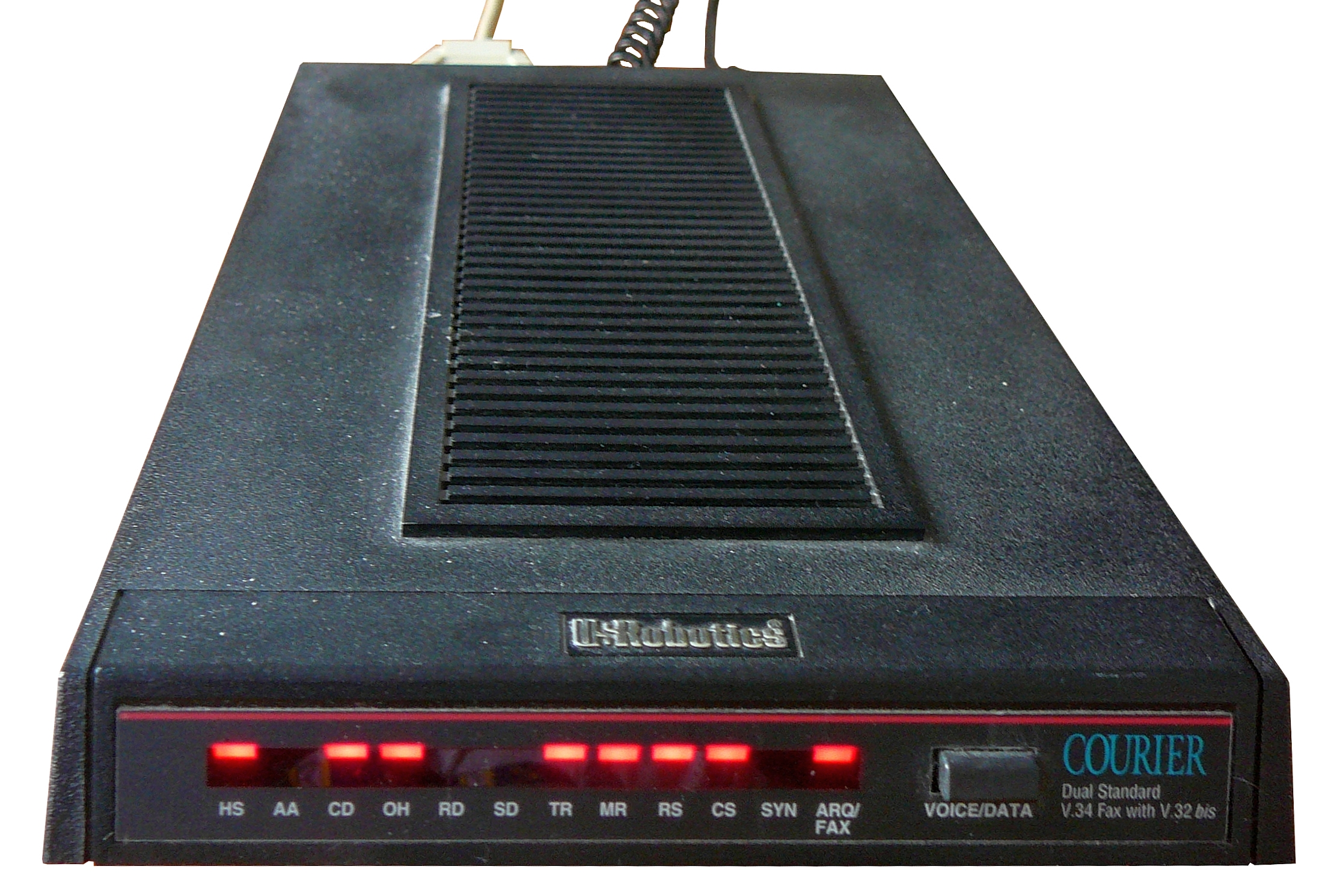
Un modem analogico basato su tecnologia dial-up

Il termine Dial-up, nel campo delle telecomunicazioni, indica le connessioni tra computer realizzate con l'utilizzo di modem tramite la composizione di una normale numerazione telefonica, cioè dunque utilizzando l'usuale banda fonica a bassa frequenza, grazie a opportuni programmi detti dialer.
Ad oggi i modem tradizionali permettono una velocità di connessione di fatto insufficiente per la maggior parte delle applicazioni: per esempio, aprire una pagina web dalle dimensioni di 150 kB richiede in trasmissione analogica circa un minuto, mentre attraverso un collegamento ADSL o in Fibra ottica la stessa pagina richiede tempi intorno a 1 o 2 secondi. È da considerare inoltre che le connessioni in Dial-up hanno tempi di latenza generalmente molto elevati: intorno ai 400ms o più.

## Caratteristiche
Questo genere di connessioni si contrappongono a quelle, solitamente di tipo LAN o WAN, dove la connessione tra i computer è disponibile in modo permanente, senza cioè che sia necessario attivare la connessione su richiesta attraverso il modem.
Nelle connessioni Dial-up è dunque la linea telefonica (intesa come l'usuale banda fonica) a rappresentare il canale di comunicazione con la rete (solitamente Internet o le più datate BBS), mentre il protocollo di comunicazione è comunemente rappresentato da PPP e TCP/IP.

## Descrizione
La connessione viene effettuata tra due computer: un primo, definito client, richiede alcuni servizi ad un secondo computer remoto, definito server, che fornisce i diversi servizi tra cui quelli di connessione, solitamente ad Internet.
Quando si rende necessario instaurare un collegamento alla rete, il modem del computer client non farà altro che una telefonata, all'altro capo del filo risponderà il modem del computer remoto. Il collegamento alla rete cesserà con la fine della telefonata: l'interruzione del collegamento telefonico determina la disconnessione del computer client dalla rete. La connessione può essere realizzata tramite modem analogici o un'interfaccia ISDN. Le connessioni Dial-Up possono essere effettuate sia su linea analogica PSTN (Public Switch Telephone Network o, in italiano, Rete Telefonica Commutata) che su linea digitale ISDN (Integrated Service Digital Network).
Le diverse linee determinano diverse velocità di connessione: generalmente una velocità teorica di 56 kbit/s su linea analogica e 64 kbit/s su linea digitale ISDN (128 kbit/s utilizzando contemporaneamente 2 canali B). Allo stesso modo, modem diversi determinano diverse velocità di connessione.
Dal 1º luglio 2023 TIM ha cessato il servizio in Italia; anche Wind Tre ha interrotto tale servizio il 1º dicembre 2023.